# Théo van Rysselberghe
Théophile "Théo" van Rysselberghe, född 23 november 1862 i Gent, död 14 december 1926, var en belgisk målare.
Rysselberghe föddes en i franskspråkig borgerlig familj i Gent. Han studerade konst vid akademierna i Gent och senare i Bryssel. Som konstnär var han först naturalist, men sedan han flyttat till Paris 1885 tog han starka intryck av de rådande neoimpressionistiska konststilarna. Omkring förra sekelskiftet blev han en förgrundsgestalt inom pointillismen och med mer eller mindre tätt applicerade färgpunkter i olika storlek målade han såväl landskap som porträtt. 

## Urval av målningar

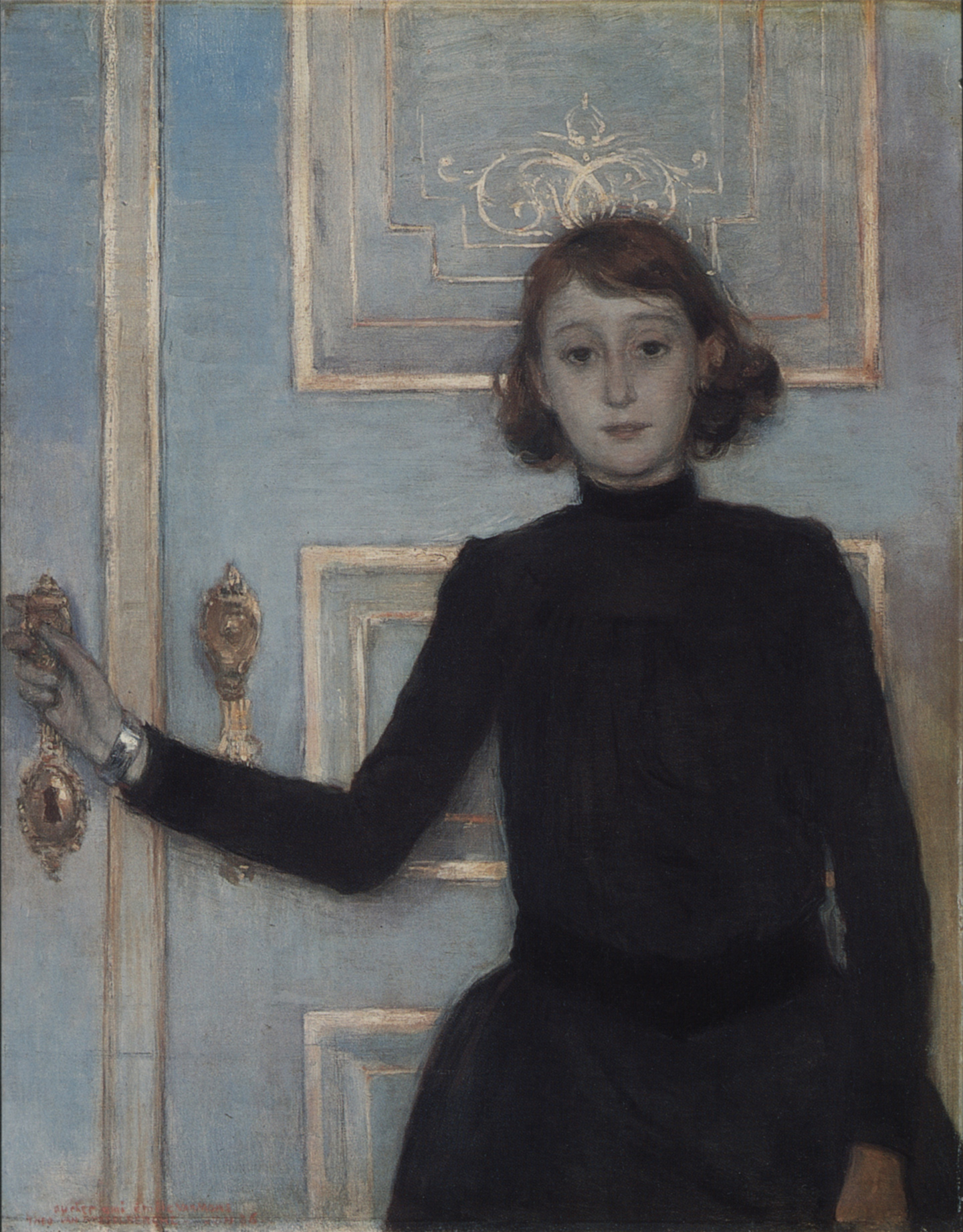
Porträtt av Marguerite Van Mons (1886), Museum voor Schone Kunsten i Gent.
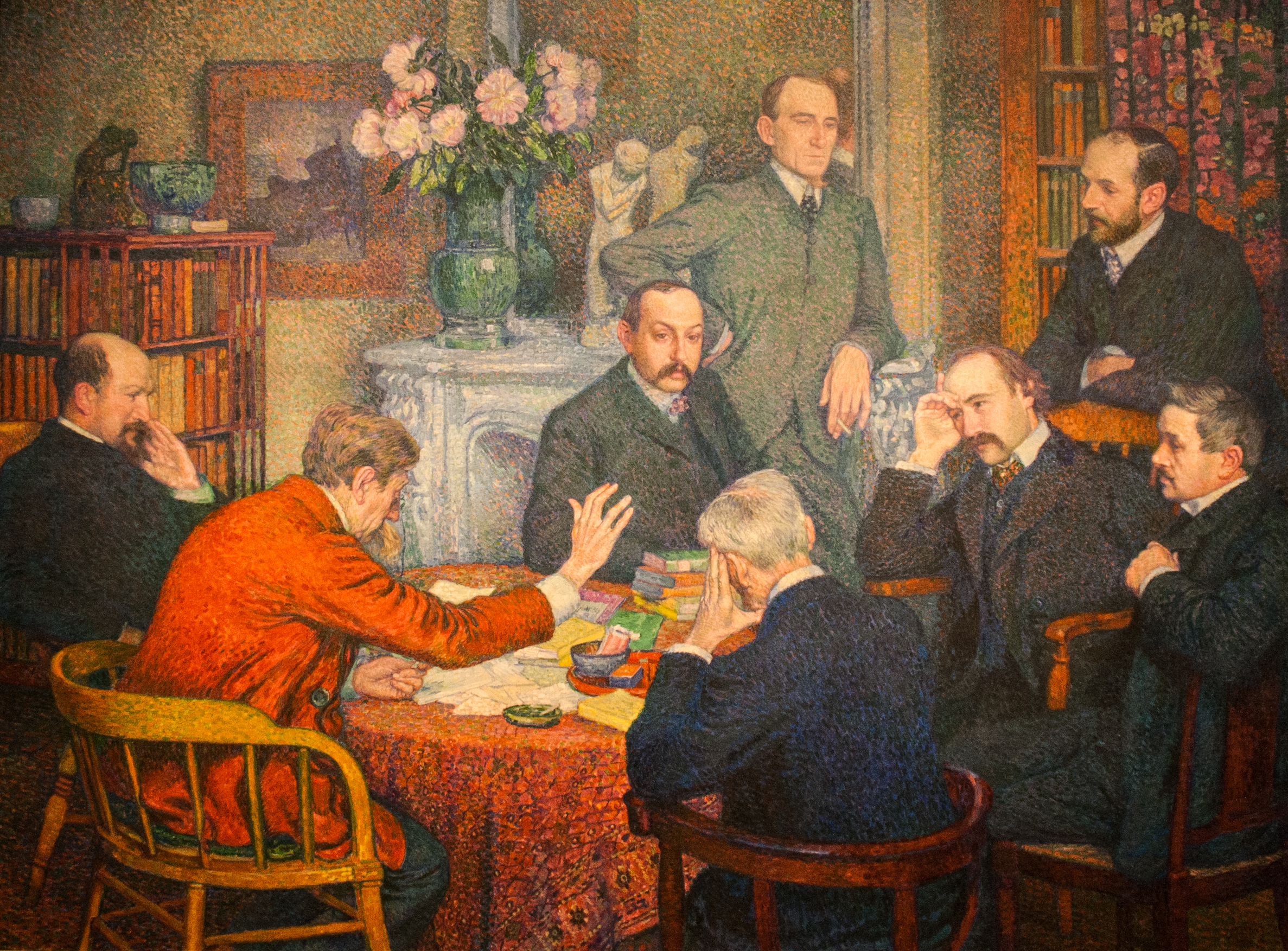
Uppläsningen (Émile Verhaeren med vänner) (1903), Museum voor Schone Kunsten i Gent.
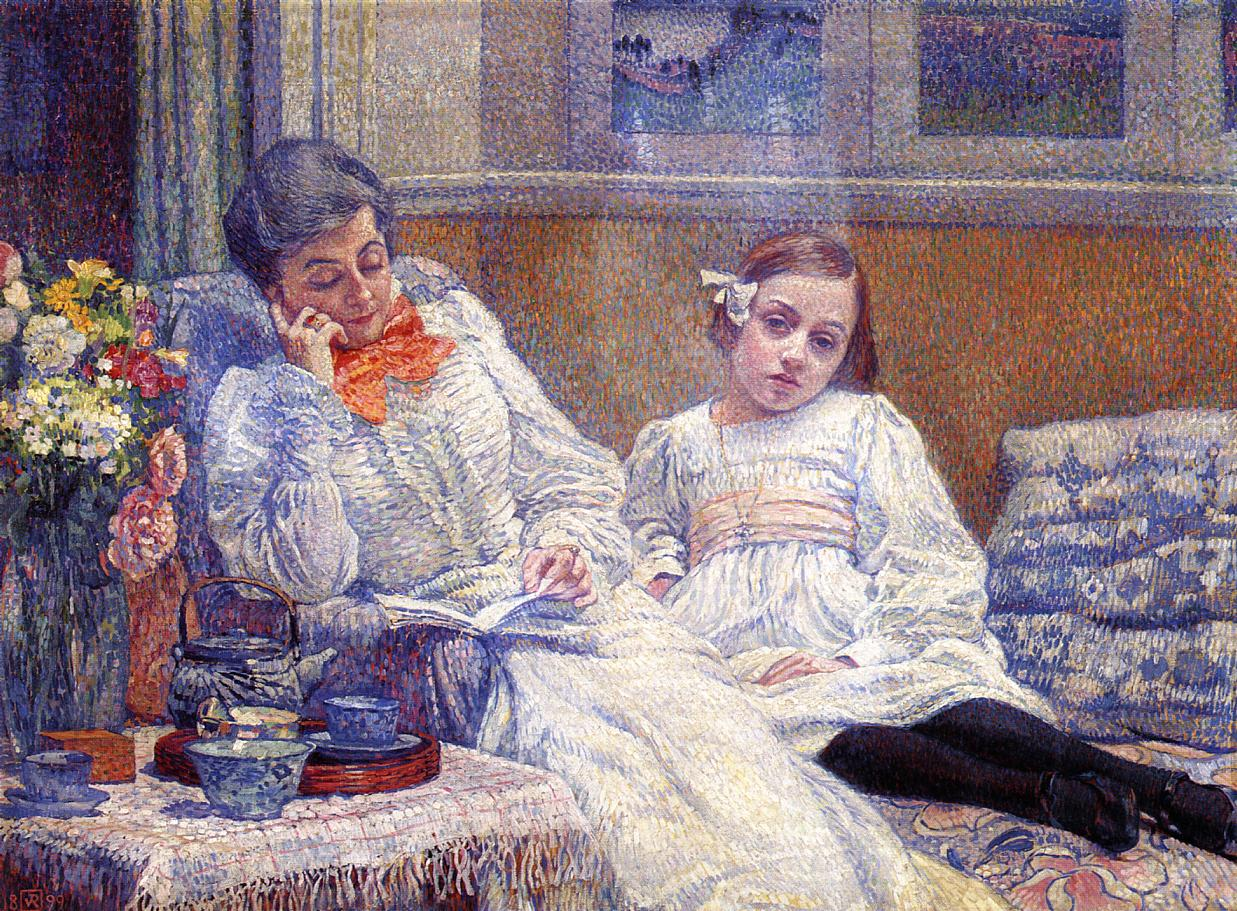
Madame van Rysselberghe et sa fille (1899), Kungliga museet för sköna konster i Belgien.